# Třeboutice (zámek)
Třeboutice jsou částečně zaniklý zámek ve stejnojmenné vesnici u Křešic v okrese Litoměřice. Postaven byl v barokním slohu jako letní sídlo litoměřických biskupů ve druhé polovině osmnáctého století. Hlavní obytná budova byla zbořena roku 1985, a ze zámeckého areálu se tak dochovaly pouze hospodářská budova a část ohradní zdi, které jsou chráněny jako kulturní památka.

## Historie
Barokní zámek nechal v areálu staršího hospodářského dvora postavit litoměřický biskup Mořic Adolf Sachsen-Zeits, ale stavbu dokončil až jeho nástupce Emanuel Arnošt z Valdštejna ve druhé polovině osmnáctého století. Další stavební úpravy interiérů na zámku proběhly ve čtyřicátých letech devatenáctého století. Během nich byly prostory v prvním patře vyzdobeny freskami vedut s žánrovými výjevy. Po roce 1945 zámek přešel do vlastnictví státního statku, a postupně začal chátrat, až byla hlavní budova v roce 1985 stržena.

## Stavební podoba
Jednopatrová zámecká budova měla obdélný půdorys, na který navazovala dvě krátká boční křídla. Před průčelí předstupoval schodišťový rizalit. Na straně obrácené k Labi se ve velkém sále nacházela tři okna s půlkruhovými záklenky.